# Crambodes conjungens
Crambodes conjungens är en fjärilsart som beskrevs av Walker 1858. Crambodes conjungens ingår i släktet Crambodes och familjen nattflyn. Inga underarter finns listade i Catalogue of Life.